# Belonion
Belonion is een geslacht van straalvinnige vissen uit de familie van de gepen (Belonidae).

## Soorten
- Belonion apodion Collette, 1966
- Belonion dibranchodon Collette, 1966